# K8T800
| VIA K8T800                                          | VIA K8T800            |
| --------------------------------------------------- | --------------------- |
|                                                     |                       |
| Материнская плата Asus K8V-MX на чипсете VIA K8M800 |                       |
| Поддержка ЦП                                        | Athlon 64 Sempron     |
| Поддержка сокета                                    | Socket 754 Socket 939 |
| Предшественник                                      | KT880                 |
| Преемник                                            | K8T880                |

K8T800 — чипсет для материнской платы, выпущенный фирмой VIA Technologies в 2003 г. Поддерживал процессоры Athlon 64 и Sempron. Работал на Socket 754 и Socket 939. Имел поддержку памяти DDR PC3200 и использовал встроенный в процессор контроллер памяти (для Socket 754 одноканальный, а для Socket 939 — двухканальный).
Это был первый чипсет для Socket 754. nForce3 от nVidia появился позднее и, в отличие от K8T800, был одночиповым. Решение от VIA использовало классическую двухчиповую схему с северным и южным мостом. Несмотря на то, что на момент своего появления, K8T800 обладал достаточно современными характеристиками, большого распространения он не получил. Это было связано с тем, что платы на nForce 3 работали все же быстрее, а также с тем, что VIA в этом чипсете использовала старый южный мост VIA 8237, который очень плохо работал с винчестерами SATA 2.
Выпускались также чипы K8T800 Pro, которые имели увеличенную частоту шины HyperTransport и K8M800 со встроенным видеоядром VIA UniCrome Pro.